# Väg utan skyltat nummer

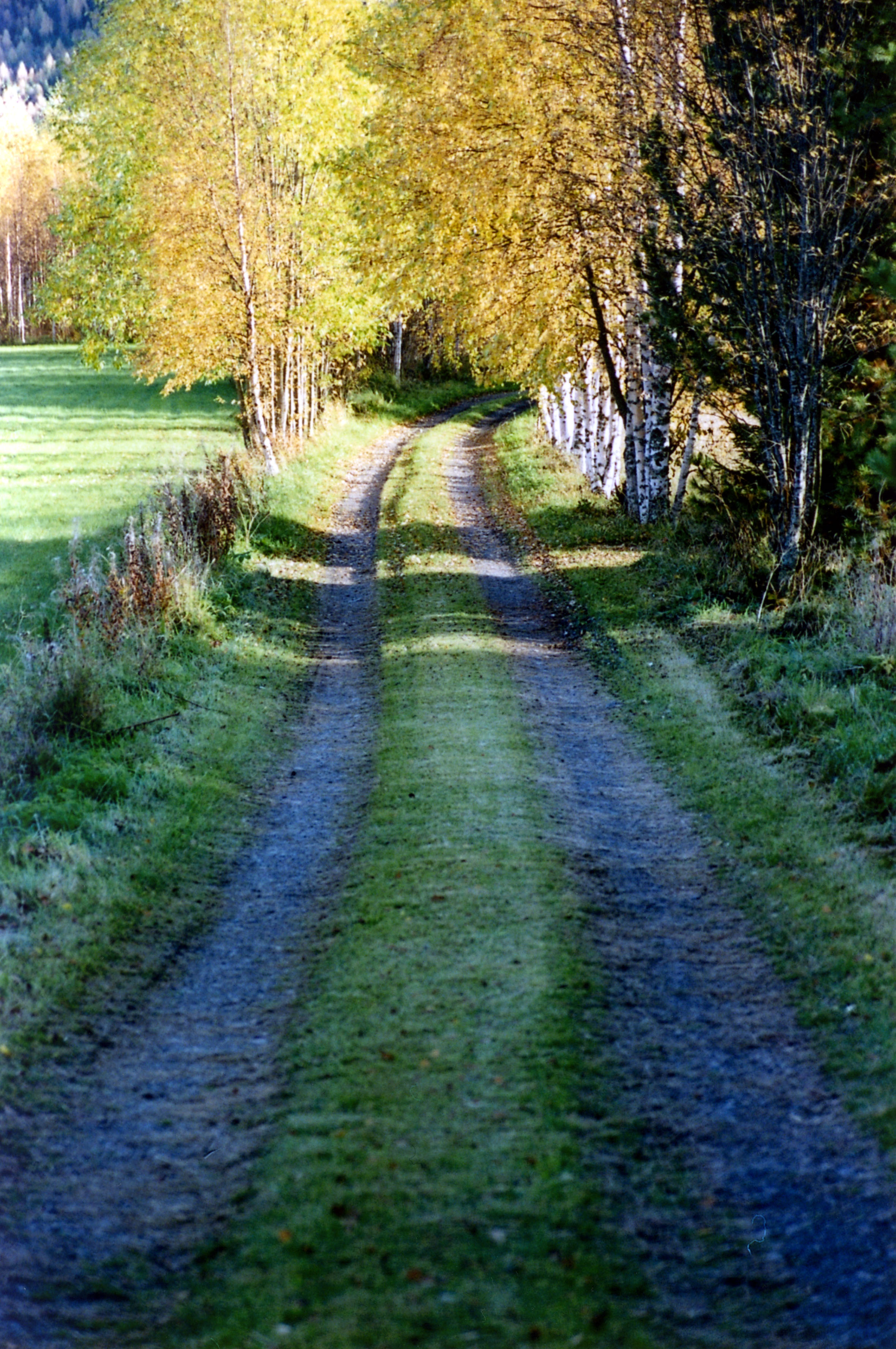
En väg vid Ammer i Jämtlands län.

Trots att stora delar av vägnätet är skyltade med nummer i många länder, finns det också vägar utan skyltat nummer.

## Sverige
I Sverige ger Trafikverket samtliga statliga vägar ett nummer, oavsett storlek eller vägstandard. Det är dock enbart ett visst urval av dessa som har vägnummer som brukar synas på kartor och som skyltas.
De enda vägar som kan vara helt nummerlösa i Sverige är de vägar som är kommunala, de brukar ha ett namn istället. Även de som är helt privatägda och som är anlagda i privat regi är utan nummer. Privata vägar med statsbidrag har ett särskilt nummer. Dock kallas ibland vägar utan skyltat nummer, något oegentligt, "nummerlösa".
Vägar med synlig skyltning i Sverige är Europavägar som har gröna skyltar och ett nummer som börjar på E som till exempel E20, riksvägar som till exempel riksväg 40, samt länsvägar som till exempel länsväg 100. När det gäller länsvägar är det enbart ett visst urval av dessa som har synliga nummer, nämligen länsvägarna med nummer 100–499, de primära länsvägarna.
Länsvägar med nummer 500–3999 kallas sekundära och tertiära länsvägar och är normalt inte skyltade (även om undantag finns). Dessa nummer syns normalt inte heller i de normala vägkartorna. Enbart speciella vägkartor sätter ut dessa nummer men detta är till mindre nytta då numren inte är skyltade på vägarna. Dessa vägar utgör en stor del av Sveriges vägnät. Det är egentligen enbart för Trafikverket och ett litet antal yrkesförare som även dessa kan betraktas som numrerade.
Det finns även vägar som planerings- och budgetmässigt räknas som riksvägar eller primära länsvägar men som inte skyltas med något nummer. De kallas internt ett Europa-, riks- eller länsvägsnummer och en punkt och två siffror efter, till exempel E4.05 eller E6.20. De kallas grenvägar.
Vägar utan skyltat nummer kan ha precis vilken standard som helst. Ibland kan dessa vägar vara smala och krokiga grusvägar men de kan många gånger se ut som ganska normala landsvägar. Även vissa större vägar som är nummerlösa förekommer, till och med motorvägar. De mest trafikerade vägarna utan skyltat nummer brukar räknas som grenvägar.

### Exempel
En motorväg utan skyltat nummer är Inre Ringvägen runt Malmö som är gamla motorvägen där E6/E20 gick förut innan den ersattes av Yttre Ringvägen.
Även sträckan Brantingsmotet–Ringömotet i Göteborg är byggd som motorväg som en del av motorvägen Göteborg–Kungälv på dåvarande Riksväg 2 (Rikstvåan) sedermera E6. Denna sträcka är landets näst första motorväg och blev färdig i slutet av 1958. När Tingstadstunneln stod klar 1968 degraderades sträckan eftersom den genomgående trafiken drogs bort ifrån de centrala delarna av Göteborg. Man kunde fram till 2009 se på broar och rondeller vid Brunnsbomotet att byggnationen är av en äldre och snävare typ samt konstruerad för vänstertrafik (till exempel en mycket kort påfart som planerades som avfart). Vägen E6.20 går runt västra Göteborg och har i praktiken motorvägsstandard men är inte skyltad som sådan.

## Finland
I Finland skyltas väg nummer 1–999. Se Huvudvägar i Finland. Övriga vägar kallas Förbindelsevägar och har nr 1000–9999 enligt en gemensam serie i landet, men dessa nummer skyltas inte.

## Norge
I Norge skyltas väg nummer 1–999. En del viktiga av dessa vägar kallas riksvägar (norska: riksveier) och har grön bakgrund på nummerskylten. Andra vägar inom intervallet 1–999 kallas sedan 2010 fylkesvägar (norska: fylkesveier) och före detta år riksvägar, och skyltas med vit bakgrund på nummerskylten. Se lista över riksvägar i Norge.
Övriga vägar har ingen skyltning och kallas även de fylkesvägar och har nr från 1 och uppåt, en serie per fylke. Systemet liknar det svenska (där det finns länsvägar med och utan skyltning).